# Clementine de Vere
(No confondre amb l'actriu i il·lusionista Clementine de Vere coneguda artísticament com a Ionia)
Clémentine de Vère-Sapio, coneguda també com a Wood De Vere, Clémentine Duchene i Clémentine Sapio, (París, 14 de gener o 14 de desembre de 1864 - Mont Vernon, Nova York, 19 de gener de 1954) fou una soprano i professora de cant estatunidenca d'origen francès.

## Biografia
Wood De Vere, nom real de bateig, o Clémentine Duchene Devere, aquest segons el certificat de matrimoni, fou filla segons algunes fonts d'un italià, Fernando Duchene, i segons altres d'un noble belga De Vere, i d'una dona anglesa. En la seva sol·licitud de nacionalitat estatunidenca, datada el 15 d'octubre de 1925, indicava haver nascut el 12 de desembre de 1870, la qual cosa és incompatible amb les seves actuacions operístiques en la dècada del 1870. El cert és que Clémentine feia servir artísticament el cognom de Vère.
Va debutar a Itàlia i va cantar també als Estats Units d'Amèrica, Gran Bretanya, Espanya, França. Romania i Alemanya. La primera notícia en hemeroteques italianes parla d'una representació de l'òpera Gli Ugonoti de Giacomo Meyerbeer a La Scala de Milà l'octubre de 1876.
La Temporada 1879-1880 va cantar al Gran Teatre del Liceu de Barcelona. El 17 de desembre de 1879 debutava amb La sonnambula de Vincenzo Bellini, cantant dies més tard L'Africaine de Giacomo Meyerbeer, Rigoletto de Giuseppe Verdi, Lucia di Lammermoor de Gaetano Donizetti, amb una notable escridassada el primer al baríton Domenico Belardi que va obligar a canviar-ho pel baríton Vincenzo Quintili-Leoni, Gli Ugonoti de Meyerbeer, Dinorah de Meyerbeer, continuant amb les representacions de la temporada de Quaresma, que van ser Rigoletto, Gli Ugonotti, Lucia di Lammemoor i I Puritani de Vincenzo Bellini.
L'abril de 1883 interpretava a Itàlia, al Teatro Manzoni de Milà, l'òpera Lalla Roukh de Félicien David i a mçes Rigoletto de Verdi. L'any 1884 cantava Gli Ugonotti al Teatro Regio de Torí.
Després de viure a Anglaterra, es va establir a Buffalo, Estats Units d'Amèrica, l'any 1890, dedicant-se a la participació en concerts, encara sense participar en òperes senceres. La seva primera aparició en hemeroteques en aquell país data del maig de 1890, arran d'un concert a Indianopolis amb diversos cantants. De la seva intervenció cantant àries d'Aida de Giuseppe Verdi en un concert a Buffalo del novembre d'aquell any, un crític va escriure d'ella que "té una bonica veu de soprano, esplèndidament entrenada, brillantment emprada". La seva activitat concertística en aquell temps no tenia descans:
| « | Diumenge va cantar a una església de Nova York; dilluns i dimarts al vespre cantava a Plainfield, Nova York; dimecres a la nit va cantar aquí a "Eve"; dijous va cantar al festival de Cleveland, Ohio; va descansar a Buffalo divendres a la nit; va cantar a "King Rother" dissabte a la nit i després del concert va agafar el tren de les 11.40 a Nova York per cantar a l'església aquí l'endemà al matí. | » |

Es va casar l'11 d'abril de 1892 a Nova York amb el pianista, director d'orquestra i professor del Conservatori de Nova York Romualdo Sapio (1861-1943), esdevenint a partir d'aquell moment Clémentine de Vère-Sapio. Van tenir una filla, Olga Sapio (1893-1945), que fou una coneguda pianista. Després de la seva retirada provisional arran del naixement de la seva filla, va continuar la seva carrera concertística la tardor del 1895. El 17 de novembre d'aquell any va debutar al Carnegie Hall de Nova York, en un concert que també va significar el debut en aquell teatre del violinista de pare espanyol Achille Rivarde. Pocs dies més tard, a començaments de desembre, Clémentine repetia concert al Carnegie Hall, ara al costat del gran pianista polonès Ignacy Jan Paderewski.
En el període de 1896 a 1900 va participar en òperes al Metropolitan Opera de Nova York. Va fer el seu debut en una gala concertística el 26 de gener de 1896, cantant parts de l'Stabat Mater Dolorosa de Giovanni Battista Pergolesi (Qui est homo, Sancta Mater i Inflammatus) sota la direcció d'Anton Seidl. La seva primera participació en una òpera en aquell teatre va tenir també un format de concert: La Damnation de Faust d'Hector Berlioz, també sota la direcció d'Anton Seidl, en l'estrena d'aquesta obra al Metropolitan. Per fi, el seu debut escènic al Metropolitan, en òpera representada, va tenir lloc l'1 de gener de 1897, fent el paper d'Ophélie de l'òpera Hamlet d'Ambroise Thomas, amb el baríton Jean Lasalle com a Hamlet i sota la direcció de William Parry. Després hi arribarien les participacions en La traviata de Verdi, Cavalleria rusticana de Pietro Mascagni, Les Huguenots de Meyerbeer, Rigoletto de Verdi, Carmen de Georges Bizet, l'estrena al Metropolitan de Le Cid de Jules Massenet (12 de febrer de 1897) amb Jean de Reszke com el Cid i Félia Litvinne com Chimène, Faust de Charles Gounod, Don Giovanni de Mozart amb Victor Maurel, Mignon d'Ambroise Thomas, Die Walküre de Richard Wagner, Les noces de Fígaro de Mozart, L'Africaine de Meyerbeer, Das Rheingold de Wagner, Il trovatore de Verdi, Die Zauberflöte de Mozart i Aida de Verdi. Aquesta darrera aparició en escena al Metropolitan va començar les seves representacions el 19 d'abril de 1900, sent també la última participació en aquell teatre del tenor Julius Perotti. Clémentine encara hi cantaria en un parell de gales operístiques al teatre, acomiadant-se definitivament el 25 d'abril de 1900, cantant el primer acte de Die Zauberflöte. Aquell concert va suposar també el comiat del MET d'altres intèrprets: Zélie de Lussan, Theodeore Meux i Lempriere Pringle.
Posteriorment, es va establir a la Gran Bretanya, on va tenir una extensa carrera en particular com a prima donna soprano de l'empresa Moody-Manners. La seva primera aparició a Londres després de la seva arribada va tenir lloc el 17 de juliol de 1900, al Royal Opera House, Convent Garden, de Londres. S'havia anunciat la representació de Don Giovanni amb alguns dels seus companys de la darrera temporada del Metropolitan, com ara Zélie de Lussan, Susan Strong, Andreas Dippel, Antonio Scotti, Édouard de Reszke i el director Luigi Mancinelli, però per algun motiu es va haver de canviar a Aida de Verdi, cantant Clémentine el paper principal. La crítica del Sant James Gazette va fer palès que Clémentine no havia tingut una afortunada actuació: "Madame De Vere no és ni vocalista ni actriu ni res que s'hi sembli, ni té la qualitat que s'espera d'algú que canti un paper principal al Convent Garden". L'anunciada Don Giovanni es va poder per fi representar el 27 de juliol.
Va ser després contractada per la Moody-Manners Opera Company, començant per la interpretació de l'òpera La Juive de Fromental Halévy dirigida pel seu marit, Romualdo Sapio, també contractat per la companyia. A partir d'aquella temporada, va continuar cantant a la Gran Bretanya al llarg de molts anys amb la mateixa companyia, tant en escenificacions d'òperes com en concerts i també en actes religiosos, fins a l'any 1908. El seu repertori d'aquella època va incloure Verdi (Aida), Wagner (Elisabeth, Elsa), Meyerbeer (Valentine), Halévy (Rachel), Puccini (Mimì), Gounod (Marguerite) i Wagner (Elsa), entre d'altres. Va aparèixer com a Thirza en l'estrena britànica de The Wreckers de la compositora britànica Ethel Smyth, dirigida per Thomas Beecham al Her Majesty's de Londres el 22 de juny de 1909. A Escòcia també va cantar molt en concerts (Israel in Egypt a Kirkcaldy 1906) i concerts d'òpera (Tannhäuser i Lohengrin a Perth).
Posteriorment, el matrimoni es va traslladar als Estats Units d'Amèrica, on el seu marit, primer (1922), i ella, després (1925), van demanar la nacionalitat estatunidenca.
Va morir a Mont Vernon, Nova York el 19 de gener de 1954.